# Dialekt środkowoczeski

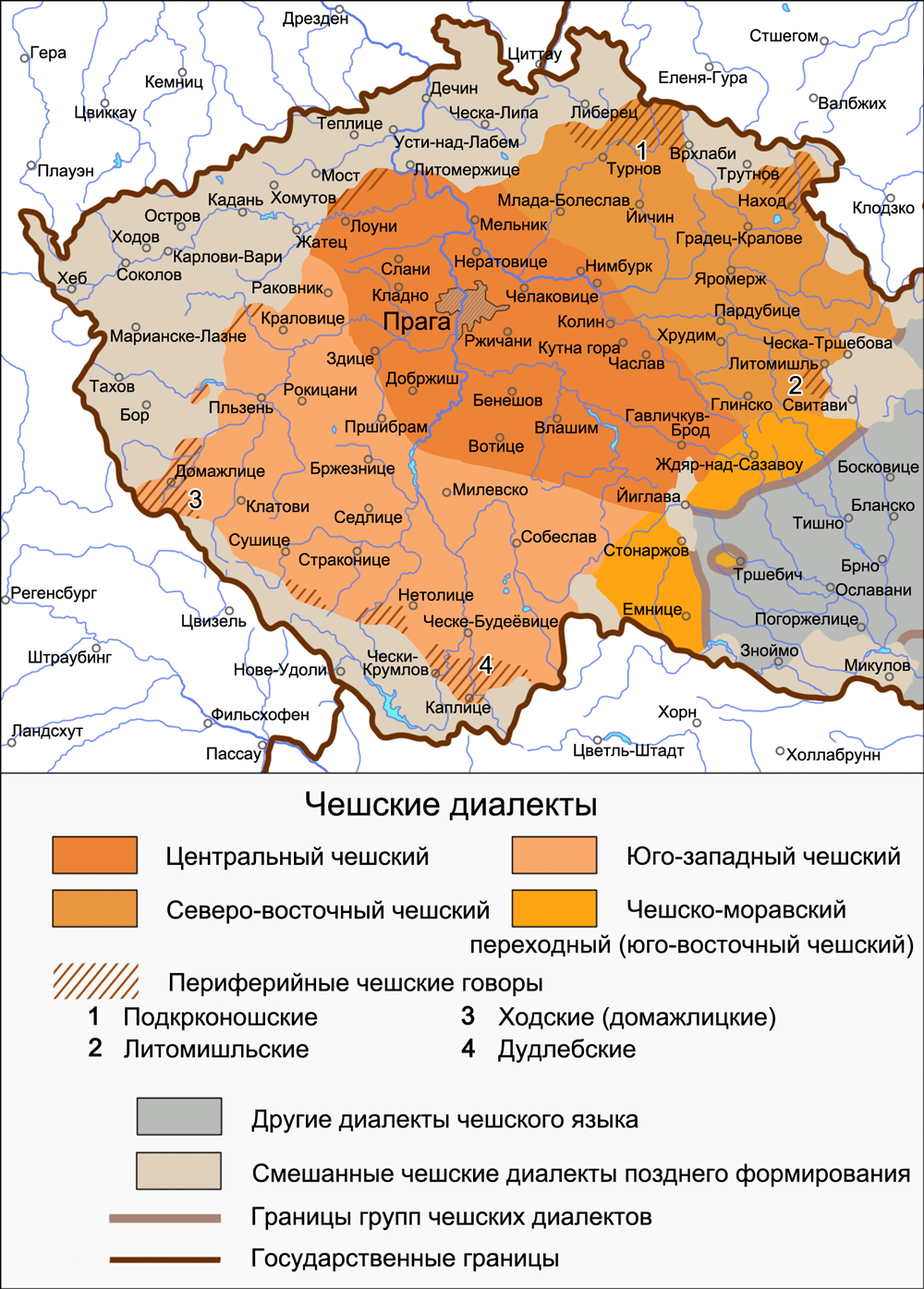
Mapa dialektów czeskich właściwych.

Dialekt środkowoczeski (cz. středočeská podskupina, středočeské nářečí) – jeden z czterech dialektów czeskich właściwych obok dialektu wschodnioczeskiego, zachodnioczeskiego i czesko-morawskiego. Zajmuje obszar środkowych Czech . Ważne miejsce wśród gwar środkowoczeskich zajmuje gwara praska, na której opiera się codzienna mowa mieszkańców Pragi, a także potoczny język czeski.

## Cechy językowe
Dialekt środkowoczeski nie posiada wielu cech językowych, którymi odróżniałby się od pozostałych dialektów czeskich właściwych.
Do cech fonetycznych gwar środkowoczeskich można zaliczyć:
- skracanie í oraz ú w niektórych końcówkach fleksyjnych, np. nesmim, nosim, chlapum, po dobrim[3],
- dyftongizacja í do ej po spółgłoskach s, z, c, np. cejtit, vozejk, sejtko[3].

Charakterystycznymi cechami morfologii gwar środkowoczeskich są:
- formy pierwotnie mianownika w funkcji biernika, np. viděl dva vojáci, podobnie jak w gwarach wschodnioczeskich[3],
- odmiana typu úhlí, úhlího, úhlímu[3],
- na północy obszaru środkowoczeskiego występuje odmiana typu bratroj, jak w gwarach wschodnioczeskich, zaś na południu spotyka się formy typu jedneho, pjekneho, jak w gwarach zachodnioczeskich[5].